# 綾瀬有
綾瀬 有（あやせ ゆう、10月3日 – ）は、日本の女性声優。宮崎県出身。血液型はA型。 

## 略歴
幼少期は漫画家、中学生時代は編集者を目指していた。
アニメ『新世紀エヴァンゲリオン』を観て、声優という職業を知り、憧れを抱く。
日本ナレーション演技研究所に入所し、2012年からアイムエンタープライズに所属。同期には小松奈生子、花倉洸幸がいる。
2024年3月31日、同日をもってアイムエンタープライズを退所、フリーとして活動することを自身のSNSにて発表。

## 人物
趣味は読書。熱中し過ぎると、睡眠時間が疎かになるほど読み続ける時がある。本が大好きで、書庫が作れる家に引っ越したい願望を持っている。インターネットテレビ「2.5次元てれび」では、自身が薦めるライトノベルを紹介するコーナーを持っていた。
声優の平川大輔の大ファン。
デビューから6年目となる2017年『フレームアームズ・ガール』スティレット役で初のメインキャラクターを演じる。

## 出演
太字はメインキャラクター。

### テレビアニメ
2013年
- THE UNLIMITED 兵部京介（子供）

2014年
- 彼女がフラグをおられたら（観光客B）
- クロスアンジュ 天使と竜の輪舞（係官）
- ご注文はうさぎですか?（女性客C）
- ジョジョの奇妙な冒険 スターダストクルセイダース（女性販売員）
- 白銀の意思 アルジェヴォルン（女性看護師）
- selector infected WIXOSS（先生、女子生徒）
- ソウルイーターノット!（女性客）
- そにアニ -SUPER SONICO THE ANIMATION-（ユミ、池畑、篠崎さん、バンドメンバー、大学生、客B、母）
- 魔法科高校の劣等生（アナウンサー、三高生徒）
- 魔法少女大戦（女子高生B）

2015年
- 青春×機関銃（女性客、ゲーマー）
- オーバーロード（2015年 - 2022年、受付嬢、ヴァンパイア・ブライド、子供） - 3シリーズ
- ビキニ・ウォリアーズ（謎の声）

2016年
- クレヨンしんちゃん（おねいさんA）
- 坂本ですが?（女子生徒）
- はんだくん（あけみ、女子生徒C）
- ふうせんいぬティニー（傍聴人）
- ヘヴィーオブジェクト（副官）
- マジきゅんっ!ルネッサンス（女子生徒）
- ラブライブ!サンシャイン!!（女子生徒）

2017年
- MARGINAL#4 KISSから創造るBig Bang（女性客B）
- AKIBA'S TRIP -THE ANIMATION-（師匠）
- スタミュ（女性たち）
- フレームアームズ・ガール（スティレット）
- アトム ザ・ビギニング（高野台めぐみ）
- セントールの悩み（ケツァルコアトル・サスサススール）
- ようこそ実力至上主義の教室へ（2017年 - 2024年、網倉麻子） - 2シリーズ
- THE IDOLM@STER Prologue SideM -Episode of Jupiter-（ラジオパーソナリティー）
- アニメガタリズ（女子）
- 結城友奈は勇者である -鷲尾須美の章-（クラスメート等）

2018年
- 刀使ノ巫女（桐生葉月）
- 踏切時間（詩子）
- ラストピリオド -終わりなき螺旋の物語-（協会長）
- レイトン ミステリー探偵社 〜カトリーのナゾトキファイル〜（母親）
- 千銃士（貴婦人）
- ソードアート・オンライン アリシゼーション（村民）
- 中間管理録トネガワ（みちこ）

2019年
- マナリアフレンズ（街人C、女生徒C）
- RobiHachi（キャバ嬢）
- アイカツフレンズ!〜かがやきのジュエル〜（ネーヴェ）
- ダイヤのA actII（2019年 - 2020年、白石彩）
- ブラッククローバー（2019年 - 2021年、レトゥア・ベクレル）

2020年
- カードファイト!! ヴァンガード（アナウンサー / 女子アナ）
- アイカツオンパレード!（ネーヴェ）
- 異種族レビュアーズ（ヒューマンムーン）
- Lapis Re:LiGHTs（教師）
- アサルトリリィ BOUQUET（ロザリンデ・フリーデグンデ・v・オットー）
- パズドラ（2020年 - 2024年、アナウンサー、下町アナ、係員）

2021年
- はたらく細胞BLACK（血小板）
- Re:ゼロから始める異世界生活（村人）
- バクテン!!（栗駒母）
- ラブライブ!スーパースター!!

2022年
- からかい上手の高木さん3（女性B）
- ラブライブ!虹ヶ咲学園スクールアイドル同好会
- 転生賢者の異世界ライフ 〜第二の職業を得て、世界最強になりました〜（レッドスライム、メギア）

2023年
- ティアムーン帝国物語〜断頭台から始まる、姫の転生逆転ストーリー〜（生徒）

### 劇場アニメ
- 劇場版 のんのんびより ばけーしょん（2018年、係員）
- すずめの戸締まり（2022年）

### OVA
- ヴァンキッシュド・クイーンズ 新妻夢散（2014年） - ヴァンキッシュド・クイーンズ3 限定版

### Webアニメ
- Bonjour♪恋味パティスリー（2014年 - 2015年、女子生徒B、母親、女性B、観客B）
- FASTENING DAYS 4（2019年、子供〈男の子〉）

### ゲーム
2013年
- さくら荘のペットな彼女
- 幻獣姫（テュポーン）
- ティアーズ・トゥ・ティアラII 覇王の末裔（民衆・群衆など）
- 魔法少女大戦 ロックオン（魔法少女サードニクス、オムコ）

2014年
- あやかしごはん（氷雨）
- 御城プロジェクト CASTLE DEFENSE（不来方城、桜尾城、来島城）
- 魔法少女大戦 ZANBATSU（ヒムカ）

2015年
- ブレイブソード×ブレイズソウル（レヴァンティン）
- サウザンドメモリーズ（チトセ）

2016年
- ぼくたちのプロマネ!（若槻藍）
- 逆転オセロニア
- WAR OF BRAINS（魔眼男爵チャットアイ、妄毒のテトラ、赤頭巾マヤ、戦場医オリーブ、日傘のリリア）

2017年
- AKIBA'S TRIP Festa!（師匠）
- 御城プロジェクト:RE〜CASTLE DEFENSE〜（不来方城、桜尾城、来島城、盛岡城）
- 強くてNEW GAME
- 刻のイシュタリア（ブンチュウ）
- ビーナスイレブンびびっど！（スティレット）

2018年
- アビス・ホライズン（プロヴァンス、リシュリュー、ジュゼッペ・ガリバルディ）
- OCTOPATH TRAVELER（エリザ・ウッドワード）
- LOST TRIGGER（シャクティ）

2019年
- アークザラッド R（エリノア）
- 魔法使いと黒猫のウィズ（リャーテ・ガルガチュワ）
- うたわれるもの ロストフラグ（スズリ）

2020年
- けものフレンズ3（シャチ）
- かんぱに☆ガールズ（フィア）

2020年
- パチスロ フレームアームズ・ガール（スティレット）

2021年
- OCTOPATH TRAVELER 大陸の覇者（エリザ）

2022年
- アズールレーン（カリブディス）
- ドルフィンウェーブ（彩戸詩絵）

### ドラマCD
- 2.5次元どらま あうとぶれいく!（2013年、岩瀬ヒカル（女Ver））※キャラクター・プロット原案も担当した、「2.5次元てれび」によるドラマCD。コミックマーケット85にて販売された[25]。
- 当て屋の椿（2014年、よもぎ） - 単行本第9巻 ドラマCD付き限定版
- 夜空のすみっこで、（2014年、大森れな[26]）
- フレームアームズ・ガール シリーズ（2017年 - 2020年、スティレット）
  - アニメ フレームアームズ・ガール ドラマCD、ドラマCD mk-II / mk-III / mk-IV / mk-V - 5作品
  - アニメ フレームアームズ・ガール ドラマCD：R-1 / R-2 - 2作品

### 吹き替え
- Life 真実へのパズル（2013年、ティナ、アレックスほか）[ブログ 10]
- ザ・ロイヤルズ（2020年）
- ラウド・ハウス（2021年、ラナ[27]）

### ラジオ
※はインターネット配信。
- ラジオ フレームアームズ・ガール（2017年 - 2018年、HiBiKi Radio Station※）[28]
- ラジオ フレームアームズ・ガール改（2018年 - 、HiBiKi Radio Station※）[29]

### インターネットテレビ
- 2.5次元てれび（2012年[30] - 2013年[31]、2.5次元てれび公式サイト）
- 2.5次元あうと（2013年、2.5次元てれび公式サイト）[32]
- ブレイブソード×ブレイズソウル生放送のようなもの（2016年 - ）[33]。

### オーディオブック
- 悪人 上巻・下巻（2017年、金子美保）
- よるのばけもの（2018年、中川）
- 妹さえいればいい。 全14巻（2019年 - 2020年、朗読）

### その他
- パチスロ フレームアームズ・ガール（2021年、スティレット）
- サテライツ（2021年、いぶき[34]）

## ディスコグラフィ

### キャラクターソング
| 発売日   | 商品名                                                                               | 歌 | 楽曲                                  | 備考                                                                             |
| 2017年   | 2017年                                                                               | 2017年 | 2017年                                | 2017年                                                                           |
| -------- | ------------------------------------------------------------------------------------ | --- | ------------------------------------- | -------------------------------------------------------------------------------- |
| 5月24日  | FULLSCRATCH LOVE                                                                     | FAガールズ | 「FULLSCRATCH LOVE (VERSION 1)」      | テレビアニメ『フレームアームズ・ガール』エンディングテーマ                       |
| 5月24日  | FULLSCRATCH LOVE                                                                     | FAガールズ | 「FULLSCRATCH LOVE (VERSION 2)」      | テレビアニメ『フレームアームズ・ガール』エンディングテーマ                       |
| 5月24日  | FULLSCRATCH LOVE                                                                     | FAガールズ | 「FULLSCRATCH LOVE (VERSION 3)」      | テレビアニメ『フレームアームズ・ガール』エンディングテーマ                       |
| 6月21日  | フレームアームズ・ガール ミュージック・アルバム 〜轟雷、スティレット、バーゼラルド〜 | 轟雷（佳穂成美）、スティレット（綾瀬有）、バーゼラルド（長江里加）                                                                   | 「あおげば愛しいフルフルDAYS」        | テレビアニメ『フレームアームズ・ガール』挿入歌                                   |
| 6月21日  | フレームアームズ・ガール ミュージック・アルバム 〜轟雷、スティレット、バーゼラルド〜 | FAガールズ | 「FULLSCRATCH LOVE(Version 4)」       | テレビアニメ『フレームアームズ・ガール』エンディングテーマ                       |
| 6月21日  | フレームアームズ・ガール ミュージック・アルバム 〜轟雷、スティレット、バーゼラルド〜 | FAガールズ | 「FULLSCRATCH LOVE(Version 5)」       | テレビアニメ『フレームアームズ・ガール』エンディングテーマ                       |
| 6月28日  | フレームアームズ・ガール ミュージック・アルバム 〜マテリア姉妹、フレズヴェルク〜     | FAガールズ | 「FULLSCRATCH LOVE(Version 7)」       | テレビアニメ『フレームアームズ・ガール』エンディングテーマ                       |
| 6月28日  | フレームアームズ・ガール ミュージック・アルバム 〜マテリア姉妹、フレズヴェルク〜     | FAガールズ | 「FULLSCRATCH LOVE(Version 9)」       | テレビアニメ『フレームアームズ・ガール』エンディングテーマ                       |
| 7月5日   | フレームアームズ・ガール ミュージック・アルバム 〜アーキテクト、迅雷〜               | 轟雷（佳穂成美）、スティレット（綾瀬有）、バーゼラルド（長江里加）、迅雷（樺山ミナミ）、アーキテクト（山村響）、源内あお（日笠陽子） | 「My precious…(TV Version)」          | テレビアニメ『フレームアームズ・ガール』挿入歌                                   |
| 7月5日   | フレームアームズ・ガール ミュージック・アルバム 〜アーキテクト、迅雷〜               | FAガールズSpecial | 「FULLSCRATCH LOVE(Special Version)」 | テレビアニメ『フレームアームズ・ガール』エンディングテーマ                       |
| 2019年   |                                                                                      | |                                       |                                                                                  |
| 7月24日  | フレームアームズ・ガール〜きゃっきゃうふふなワンダーランド〜 歌のアルバム-熱唱篇-    | スティレット（綾瀬有） | 「満場一致LOVE ENERGY」               | 劇場アニメ『フレームアームズ・ガール〜きゃっきゃうふふなワンダーランド〜』関連曲 |
| 7月24日  | フレームアームズ・ガール〜きゃっきゃうふふなワンダーランド〜 歌のアルバム-熱唱篇-    | 轟雷（佳穂成美）、スティレット（綾瀬有）、バーゼラルド（長江里加）、迅雷（樺山ミナミ）、アーキテクト（山村響）、源内あお（日笠陽子） | 「My Precious…」                      | 劇場アニメ『フレームアームズ・ガール〜きゃっきゃうふふなワンダーランド〜』挿入歌 |
| 7月24日  | フレームアームズ・ガール〜きゃっきゃうふふなワンダーランド〜 歌のアルバム-絶唱篇-    | FAガールズ | 「満場一致LOVE ENERGY」               | 劇場アニメ『フレームアームズ・ガール〜きゃっきゃうふふなワンダーランド〜』挿入歌 |
| 2022年   |                                                                                      | |                                       |                                                                                  |
| 12月21日 | フレームアームズ・ガール キャラクターソング・コレクション                            | スティレット（綾瀬有） | 「Pride Ready」                       | 「パチスロ フレームアームズ・ガール」関連曲                                      |

### その他
- ブレイブソード×ブレイズソウル TVCM 《レヴァンテイン編》
- 堀江由衣のおかしなティーパーティー ナレーション[ブログ 11]

### シリーズ一覧
1. ↑  第1期（2015年）、第3期『III』（2018年）、第4期『IV』（2022年）
2. ↑  第1期（2017年）、第3期『3rd Season』（2024年）

### ユニットメンバー
1. ↑  轟雷（佳穂成美）、スティレット（綾瀬有）、バーゼラルド（長江里加）
2. ↑  スティレット（綾瀬有）、バーゼラルド（長江里加）、轟雷（佳穂成美）
3. ↑  マテリア姉妹（山崎エリイ）、スティレット（綾瀬有）
4. ↑  迅雷（樺山ミナミ）、轟雷（佳穂成美）、スティレット（綾瀬有）、バーゼラルド（長江里加）、マテリア姉妹（山崎エリイ）
5. ↑  アーキテクト（山村響）、轟雷（佳穂成美）、スティレット（綾瀬有）、バーゼラルド（長江里加）、マテリア姉妹（山崎エリイ）、迅雷（樺山ミナミ）
6. 1 2  フレズヴェルク（阿部里果）、轟雷（佳穂成美）、スティレット（綾瀬有）、バーゼラルド（長江里加）、マテリア姉妹（山崎エリイ）、迅雷（樺山ミナミ）、アーキテクト（山村響）
7. ↑  轟雷（佳穂成美）、スティレット（綾瀬有）、バーゼラルド（長江里加）、マテリア姉妹（山崎エリイ）、迅雷（樺山ミナミ）、アーキテクト（山村響）
8. ↑  轟雷（佳穂成美）、スティレット（綾瀬有）、バーゼラルド（長江里加）、マテリア姉妹（山崎エリイ）、迅雷（樺山ミナミ）、アーキテクト（山村響）、フレズヴェルク（阿部里果）、源内あお（日笠陽子）

#### 本人による個人ブログ『ユウゴコロ』
1. 1 2  “個人ブログによるプロフィール”. 2013年4月2日閲覧。
2. ↑  “ユウゴコロ 2012年8月30日”.   FC2ブログ. 2013年4月2日閲覧。
3. ↑  “ユウゴコロ 2013年1月25日”.   FC2ブログ. 2013年4月2日閲覧。
4. ↑  “ユウゴコロ 2012年7月18日”.   FC2ブログ. 2013年4月2日閲覧。
5. ↑  “ユウゴコロ 2012年9月4日”.   FC2ブログ. 2013年4月2日閲覧。
6. ↑  http://yuugokoro.blog.fc2.com/blog-entry-187.html
7. ↑  http://yuugokoro.blog.fc2.com/blog-entry-328.html
8. ↑  “ユウゴコロ 2017年3月4日”.   FC2ブログ. 2017年5月25日閲覧。
9. ↑  “ユウゴコロ 2017年4月19日”.   FC2ブログ. 2017年5月25日閲覧。
10. ↑  http://yuugokoro.blog.fc2.com/blog-entry-328.html
11. ↑  “ユウゴコロ 2017年4月2日”.   FC2ブログ. 2017年5月25日閲覧。